# Lis Lene Nielsen
Lis Lene Nielsen 29. august 1951, er en dansk tidligere fodboldspiller fra B 1909 i Odense. Hun var med på det danske hold som vandt i VM-finalen i 1971 i Mexico City mod værtsnationen Mexico. Hun spillede fem landskampe under DBU.